# Мелодика стиха
Мело́дика стиха́ — выделенная Борисом Эйхенбаумом в книге «Мелодика русского лирического стиха» (1922) область поэтики, изучающая интонационный аспект поэтической речи, материализованный в особом поэтическом синтаксисе, и сам предмет изучения этой дисциплины. С точки зрения Эйхенбаума, мелодика представляет собой посредующую дисциплину между фонетикой и семантикой поэтической речи. По своему происхождению эта идея Эйхенбаума восходит к учению немецкого филолога Эдуарда Сиверса о необходимости «слуховой филологии» (нем. Ohrenphilologie), для которой поэтический текст выступает как текст произносимый, однако Эйхенбаум акцентирует изучение мелодики стиха, специфичной именно для стиха, в её отличии от обычной речевой интонации, проявляющейся в том числе и в стихе. В рамках этой концепции Эйхенбаум выделяет три типа стиха в мелодическом аспекте: декламационный, напевный и говорной.